# Torre Diamante
Die Torre Diamante (auch Diamantone, Riesen-Diamant, oder Le Varesine genannt) ist ein Hochhaus in Mailand. Mit 140 m ist es das fünfthöchste Gebäude der Stadt und landesweit das neunthöchste. Es wurde von 2009 bis 2012 errichtet. Ankermieter des Hochhauses ist die französische Großbank BNP Paribas.
Der Entwurf stammt vom Architekturbüro Kohn Pedersen Fox. Es war eines der Ziele in dem städtebaulichen Erneuerungskonzept für dieses "Porta Nuova"-Stadtviertel, ökologisch und nachhaltig zu bauen. Der Bau wird teilweise mit Energie aus erneuerbaren Ressourcen versorgt. Ihm wurde das LEED Gold-Zertifikat des Green Building Council zuerkannt.
Der Diamantone diente als Drehort für die italienische Version von The Apprentice.